# Psychotria tapantiensis
Psychotria tapantiensis är en måreväxtart som beskrevs av Charlotte M. Taylor. Psychotria tapantiensis ingår i släktet Psychotria och familjen måreväxter. Inga underarter finns listade i Catalogue of Life.